# Barry Switzer
Barry Switzer, född 5 oktober 1937 i Crossett, Arkansas är en tränare för amerikanska fotbollslag som har varit aktiv i över 30 år, främst för Oklahoma Sooners 1966–1988 och Dallas Cowboys 1994–1997. Switzer är den enda, förutom den tidigare ärkerivalen och numer gode vännen Jimmy Johnson (Miami Hurricanes, Dallas Cowboys), som vunnit både Superbowl och collegeserien NCAA. 

## Tränarkarriär
Efter att ha spelat för Arkansas Razorbacks och en kort tids militärtjänstgöring blev Barry Switzer assisterande tränare för Arkansas. Han flyttade sedan till Oklahoma Sooners, där han först var verksam som assisterande tränare 1966–1972 och sedan som huvudtränare 1973–1988. Det var i Oklahoma han fick sina största meriter. National Champion blev han 1974, 1975 och 1985 och hade en vinstprocent på 83,7&% över de 15 år han arbetade som huvudtränare. 
Sedan Oklahoma blivit straffade av NCAA 1989 avgick Barry Switzer och tog istället över jobbet som huvudtränare för NFL-laget Dallas Cowboys. Säsongen 1994 tog han hem Superbowl med sitt Cowboys efter en 27–17-vinst mot Pittsburgh Steelers.    

## Efter tränarkarriären
Barry Switzer bor kvar i Norman, Oklahoma där han följer Oklahoma Sooners som spelar sina matcher i staden. Han jobbar även som expertkommentator för FOX i deras NFL- och collegesändningar.